# رهيف (اسم)
رهيف هو اسم علم مذكر من أصل عربي، ومعناه هو صفة للسيف الرقيق الحد المرقق صفة مشبهة، فعله رهف، مؤنثه رهيفة.رَهِيف في اللغة العربية اسم يُستخدم لوصف الرقة والنحافة والدقة، وغالبًا ما يكون له دلالات إيجابية تعبر عن الجمال والحدة في آنٍ واحد.
معاني الكلمة وتوظيفها في اللغة العربية
1. رقيق وحاد: يُقال "سيف رهيف" أي سيف ذو نصل دقيق وحاد، أي أنه يتمتع بالقوة مع الرقة في الوقت ذاته.

2. لطيف ورقيق: يُطلق على الأشخاص الذين يتميزون بالرقة والوداعة، فيُقال "رجل رهيف" أي شخص ذو أخلاق حسنة وطباع رقيقة.

3. خفيف ودقيق: يُستخدم في وصف بعض المواد أو الأشياء التي تتميز بالنحافة والخفة، مثل: "ورق رهيف" أي ورق رقيق جدًا.

4. ضعيف أو واهن: في بعض السياقات، قد يُستخدم لوصف شيء ضعيف البنية أو هش.
في الشعر العربي
استُخدم هذا اللفظ كثيرًا في الشعر العربي للدلالة على الرقة والجمال، سواء عند وصف المحبوب أو الطبيعة أو حتى الأسلحة مثل السيف والخنجر.
مقارنة بكلمات مشابهة
رهيف: بمعنى رقيق وحاد (مرادف لرَهِيف).
رقيق: يدل على النعومة واللطافة أكثر من الحدة.
دقيق: يشير إلى النحافة والصغر أكثر من الرقة.

الكلمة تحمل معاني متعددة حسب السياق، لكنها عمومًا تعبر عن الرقة مع القوة، مما يجعلها كلمة مميزة في اللغة العربية.

## الأصل اللغوي
النحو والصرف لكلمة "رَهِيف"
1. الجذر اللغوي:
مشتقة من الجذر (ر هـ ف)، وهو جذر يدل على الرقة والدقة والحدة.
2. الوزن الصرفي:
على وزن "فَعِيل"، وهو وزن يدل على الصفة المشبهة باسم الفاعل، مما يعني أن الكلمة تصف صفة ثابتة في الموصوف.
3. إعراب الكلمة حسب موقعها في الجملة:
نعت (صفة):
رجلٌ رهيفُ الطبعِ → "رهيفُ" نعت مرفوع للرجل.

خبر لمبتدأ:
السيفُ رهيفٌ → "رهيفٌ" خبر مرفوع للمبتدأ "السيفُ".

حال:
رأيته رهيفًا → "رهيفًا" حال منصوب يبين هيئة الموصوف.

4. المؤنث والمثنى والجمع:
المؤنث: رَهِيفَة (سيف رهيف – شفرة رهيفة).
المثنى: رَهِيفَان / رَهِيفَتَان.
الجمع: رِهَاف / رَهِيفُونَ / رَهِيفَات حسب التذكير والتأنيث.
5. المشتقات الأخرى من الجذر "ر هـ ف":
رَهَفَ (فعل ماضٍ) → رهفَ السيفَ أي جعله حادًا.
يَرْهُفُ (فعل مضارع) → يرهوف السكينَ أي يجعلها أدقّ وأحدّ.
رُهُوف (مصدر) → بمعنى الرقة والدقة.

الخلاصة
"رَهِيف" اسم صفة مشبهة تدل على الرقة والنحافة والحدة.
تُعرب حسب موقعها في الجملة ويمكن أن تكون نعتًا أو خبرًا أو حالًا.
يمكن تصريفها إلى مؤنث، مثنى، وجمع، وتشتق منها أفعال ومصادر أخرى في اللغة العربية.

## وصلات خارجية
- موسوعة السلطان قابوس لأسماء العرب نسخة محفوظة 5 أبريل 2019 على موقع واي باك مشين.

1. لسان العرب – ابن منظور

2. القاموس المحيط – الفيروزآبادي

3. معجم مقاييس اللغة – ابن فارس

4. الصحاح في اللغة – الجوهري

5. المعجم الوسيط – مجمع اللغة العربية بالقاهرة

6. النحو الوافي – عباس حسن